# Parodia magnifica
Espèce
Statut de conservation UICN

 EN A4ac; B1ab(iii,v)+2ab(iii,v) : En danger
Statut CITES
Parodia magnifica est une espèce subtropicale du genre Parodia, famille des Cactaceae.
Elle doit son nom à sa couleur dans les verts bleutés qui en fait une espèce appréciée des collectionneurs.
Elle est originaire du Brésil (province du Rio Grande do Sul).

## Description
Espèce solitaire, mais buissonnant dès son jeune âge. Corps globuleux devenant cylindrique avec l'âge, pouvant atteindre 20cm de hauteur et 15cm de diamètre. Bel épiderme vert bleuté lui ayant valu son nom. De 11 à 15 cotes. Aréoles avec 12 aiguillons fins (ou davantage) de couleur doré ou blanc.
Floraison au sommet de couleur jaune de 4,5 à 5,5 cm de long.

## Mode de culture
Comme la plupart des cactus, demande un sol bien drainé, une exposition ensoleillée ou un peu ombragée, des arrosages copieux en été et nuls en hiver.
Le mode de reproduction le plus facile est la division des touffes.

## Synonymes
- Notocactus magnificus
- Eriocactus magnificus  F. Ritter 1966

## Bibliographie

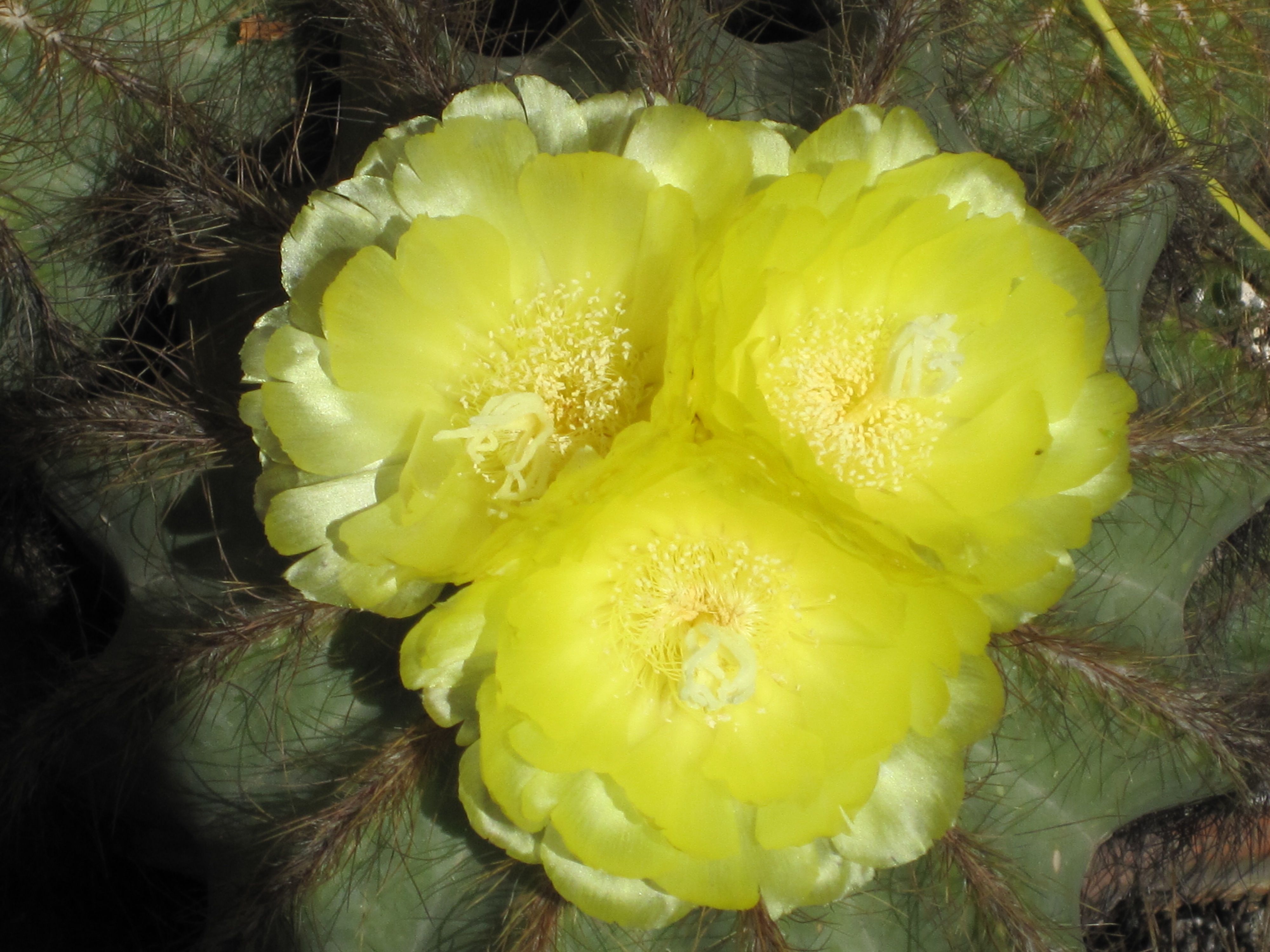
Les fleurs de parodia magnifica.